# Roberto de Grandmesnil
Roberto de Grandmesnil también Robert de Grandmesnil, Robert de Grentmesnil, Robert de Grantemesnil (c. 1003-m. 17 de junio de 1039) fue un noble normando, señor de Grandmesnil. Hijo de Gervase el Bretón (Gervais de Grandmesnil). Es el primer referente de la familia de Grandmesnil.
Tras la muerte de Roberto I de Normandía se opuso al ducado de Guillermo el Bastardo durante su minoría de edad por considerarle ilegítimo. En 1039 en el contexto de los disturbios que agitaban la minoría de edad del joven duque Guillermo, se unió con Roger I de Tosny para combatir a Roger de Beaumont recibiendo en la batalla una profunda herida en el vientre que le provocó la muerte tres semanas después. Repartió tierras entre sus hijos Roberto y Hugo de Grandmesnil, se hizo monje en el convento de Conches-en-Ouche hasta su muerte.

## Herencia
Esposó con Hawise d'Echafour, una hija de Giroie de Échauffour. Fruto de la relación tuvieron varios hijos:
- Hugo de Grandmesnil, apodado el Viejo. Participó en la conquista normanda de Inglaterra. Sheriff y vizconde de Leicester.
- Roberto de Grandmesnil, abad del monasterio de Saint-Évroult (m. 12 de diciembre de 1082 en Cerdeña);
- Arnaud de Grandmesnil (c. 1034);
- Agnes de Grandmesnil (se la conoce por una nota necrológica en el monasterio de Ouche fechada un 29 de septiembre (sin año): soror Hugonis de Grentemesnil.
- Adeliza [Adelina] de Grandmesnil, esposa de Onfroi de Tilleul. Ambos fueron padres de Robert de Rhuddlan;
- Emma de Grandmesnil, la tercera hija que Orderico Vital no mencionó expresamente por su nombre.